# Frank Müller-Brys
Frank Müller-Brys (* 13. August 1973 in Wermsdorf, Sachsen) ist ein deutscher Musikpädagoge und Komponist.

## Leben
Müller-Brys studierte an der Hochschule für Musik Hanns Eisler Berlin im Fach Konzertgitarre. Mit dem befreundeten Geiger Jansen Folkers schuf er 1997 die CD Spotlights, welche Kammermusik und Jazz zu einer neuen Gattung „Kammerjazz“ verbinden will. Ein Zusammentreffen mit Potsch Potschka (Spliff und Nina Hagen Band) war die Grundlage für weitere Produktionen. Es folgten Konzerte und CDs mit dem Duo „gitarra pura“.

### Notenausgaben
- Brandenburgisches Notenbuch 4 – Neue Stücke für 2 Posaunen, Hofmeister Verlag FH3385
- Länderimpressionen für Gitarre solo, Hofmeister Verlag FH3345
- 20 Spielstücke für Gitarre, Hofmeister Verlag FH3277

### Weitere Produktionen
- Folkers/O’Nell – Spotlights 1997
- Potsch Potschka – VAMOS 1998 (Prudence 398.6541.2)
- Gitarra Pura – Carisma 2012 (BSC Music 3986790 2)